# Changchun-Höhle
Die Changchun-Höhle (chinesisch 长春洞, Pinyin Chángchūn dòng, englisch Changchun Cave) im Kreis Weishan der südwestchinesischen Provinz Yunnan ist ein berühmter daoistischer Tempel aus der Zeit der Qing-Dynastie im Gebirge namens Weibao Shan (巍寶山 / 巍宝山).
In der Zeit der Tang-Dynastie verband sich der Daoismus in Yunnan mit der Religion der Yi-Nationalität und entwickelte sich rasch. Das Gebirge in Weishan (Dali) wurde zu seinem Zentrum.
Die Changchun-Höhle (Changchun dong) steht seit 2006 auf der Liste der Denkmäler der Volksrepublik China (Yunnan) (6-759).